# Bill McGill
Bill McGill (San Angelo, Texas, 16 de setembre de 1939 - 11 de juliol de 2014) va ser un jugador de bàsquet nord-americà que va jugar durant 3 temporades a l'NBA i altres dues a l'ABA. Fou el número u del draft de l'NBA del 1962. Amb 2,03 metres d'alçada, jugava en la posició d'ala-pivot.

## Trajectòria esportiva

### Universitat
Va jugar durant 4 temporades amb els Utes de la Universitat de Utah, en les quals va fer una mitjana de 27 punts i 12,7 rebots per partit.

### Professional
Va ser triat en la primera posició del Draft de l'NBA del 1962 pels Chicago Zephyrs, on amb prou feines va comptar amb oportunitats en la seva primera temporada. L'equip es va desplaçar a Baltimore, passant a denominar-se Baltimore Bullets, on només va jugar 6 partits, acabant la temporada als New York Knicks. La temporada 1964-65 juga un grapat de partits amb els Seattle Supersonics i Los Angeles Lakers, on en cap dels dos equips compten amb ell.
Després d'una aturada de 3 anys prova sort a l'ABA, fitxant pels Denver Rockets el 1968, fent una acceptable temporada. No obstant això, a l'any següent, el seu últim com a professional, es va repartir entre tres equips diferents. En el total de la seva carrera va fer una mitjana de 10,5 punts i 4,4 rebots per partit. En 6 anys com a professional va jugar en 9 equips diferents.